# همسایه بغلی اکسو
همسایه بغلی اکسو (انگلیسی: Exo Next Door؛ کره‌ای: 우리 옆집에 엑소가 산다) یک مجموعه تلویزیونی محصول کره جنوبی در سال ۲۰۱۵ با بازی مون گا یونگ و اعضای اکسو، گروه پسرانه اهل کره جنوبی است. این مجموعه از ۹ آوریل تا ۲۸ مه ۲۰۱۵، روزهای سه‌شنبه و پنجشنبه ساعت ۲۲:۰۰ (کی‌اس‌تی) از ناور تی‌وی کست پخش شد.

## بازیگران

### اصلی
- پارک چانیول در نقش چانیول
  - جونگ جه هیوک در نقش جوانی چانیول
- مون گا یونگ در نقش جی یون هی
  - هان سو جین در نقش جوانی جی یون هی
- دو کیونگ سو در نقش دی.او.
- بیون بک هیون در نقش بک‌هیون
- سهون در نقش سهون

### مکمل
- جانگ یو سانگ در نقش جی کوانگ سو
- کای در نقش کای
- سوهو در نقش سوهو
- شیومین در نقش شیومین
- لی در نقش لی
- چن در نقش چن
- تائو در نقش تائو
- کیم هی جونگ در نقش مادر یون هی
- جون سو جین در نقش گا اون
- یون جو سانگ در نقش پدربزرگ چانیول
- جونگ شی هیون در نقش مین هوان